# Tom Neumeier
Christiaan Tom (Tom) Neumeier (Amsterdam, 2 februari 1921 - Noordwijkerhout, 26 december 1991) was een Nederlands roeier. Eenmaal nam hij deel aan de Olympische Spelen, maar hij won bij die gelegenheid geen medaille. 
Op de Olympische Spelen van 1948 in Londen maakte Neumeier op 27-jarige leeftijd zijn olympisch debuut. Hij nam met zijn roeipartner Henk van der Meer deel aan de dubbel-twee. De wedstrijden werden gehouden op de Theems. In de series werden ze tweede in 6.56,1. In de herkansing werden ze opnieuw tweede in een tijd van 7.00,2 waardoor ze niet mochten starten in de halve finale.
Neumeier was aangesloten bij roeivereniging Willem III in Amsterdam. Van beroep was hij vertegenwoordiger.

## Palmares

### roeien (skiff)
- 1950:  EK in Milaan

### roeien (dubbeltwee)
- 1947:  EK in Luzern
- 1948: herkansing OS - 7.00,2 (6.56,1 in de series)

Henk van der Meer · 
Tom Neumeier